# Priesterseminar St. Pölten
Das Priesterseminar St. Pölten der Diözese St. Pölten bestand ab 1785/1791 im Alumnat St. Pölten in St. Pölten in Niederösterreich. Es wurde 2004 nach einem Skandal geschlossen.

## Geschichte
1767 wurde im Schloss Heiligenkreuz in Gutenbrunn erstmals ein Theologiestudium der Diözese errichtet. 1785 wurde der Pastorallehrgang in der Wiener Straße 38 in St. Pölten eröffnet, der 1791 zur philosophisch-theologischen Lehranstalt wurde.
Am 30. Oktober 2003 wurde der St. Pöltner Priesteramtsanwärter Ewald S. ertrunken in der Donau bei Wien aufgefunden. Der Fall blieb ungeklärt.
Im November 2003 wurde festgestellt, dass über Computer des Seminars pornografische Seiten abgerufen worden waren. Die Staatsanwaltschaft wurde involviert, sie konnte im Frühjahr 2004 das Herunterladen von kinderpornografischem Material nachweisen. Der Besitzer der Kinderpornos, ein Priesteramtsanwärter, wurde rechtskräftig zu einer halbjährigen Bewährungsstrafe verurteilt.
Im Sommer 2004 stellte die Staatsanwaltschaft im Zuge dieser Ermittlungen Fotos auf privaten Computern sicher, die legale homosexuelle Handlungen der Seminarregenten Wolfgang F. Rothe und Ulrich Küchl mit Seminaristen zeigten. Die Fotos wurden an Medien gespielt und von profil veröffentlicht. In der folgenden Berichterstattung wurden verschiedene Vorwürfe erhoben. Für die Öffentlichkeit illustrierten sie, wie weit die katholische Lehre und die gelebte Praxis im Priesterseminar auseinanderklafften.
Am 21. Juli 2004 wurde Bischof Klaus Küng, zu diesem Zeitpunkt noch Bischof von Feldkirch, vom Papst zum Apostolischen Visitator ernannt, um Vorgänge im Priesterseminar St. Pölten zu untersuchen. Der zurückgetretene Subregens Rothe warf Küng später einen versuchten sexuellen Übergriff gegen seine Person vor, die Kongregation für die Bischöfe stufte die Vorwürfe  „nach eingehendem Studium“ als haltlos ein. Nachdem Rothe in seinem 2021 im Droemer Verlag erschienenen Buch „Missbrauchte Kirche“ die Vorwürfe erneuert hatte, verklagte Küng den Verlag, zog seine Klage jedoch zurück, nachdem er in erster und zweiter Instanz unterlegen war.
Seit Beginn des Studienjahres 2012/13 leben die Seminaristen der Diözese St. Pölten im Wiener Priesterseminar und studieren an der Katholisch-Theologischen Fakultät der Universität Wien.